# La Géode
La Géode és un edifici en forma de geoda, situat al parc de la Villette, al  19è districte de París (48° 53′ 40.32″ N, 02° 23′ 19.12″ E / 48.8945333°N,2.3886444°E).
És també una sala de cinema i una societat de distribució de cinema.
Construïda per l'arquitecte Adrien Fainsilber i l'enginyer Gérard Chamayou, va ser inaugurada el 6 de maig de 1985. Existeixen altres geodes a França, però aquesta és, amb la cúpula del  Palais des Sports l'única geoda de la  regió parisenca, d'ençà del tancament de la de La Défense el 2001. Encara que La Géode hagi obert les seves portes un any abans que la Cité des sciences et de l'industrie, hi està força lligada.

## Edifici
La Géode constitueix un edifici separat darrere la Cité des sciences et de l'industrie. Es tracta d'una esfera de 36 metres de diàmetre, composta de 6433  triangles esfèrics equilaterals d'acer, que  reflecteixen la llum, una mica com un mirall. La seva construcció i la seva disposició han costat 130 milions de  francs.

## Sala de cinema
S'hi projecten pel·lícules en format IMAX sobre una  pantalla hemisfèrica gegant de 26m de diàmetre i de 1000m² de superfície. Va ser sonoritzada per Cabasse (enterprise) i compta dotze punts de difusió del so, més quatre altaveus d'infragreus (subwoofer) de 55cm i un total de 21000  watts de potència.
Les pel·lícules difoses duren aproximadament una hora.